# Britta Wauer
Britta Wauer (* 13. Dezember 1974 in Ost-Berlin) ist eine deutsche Filmregisseurin, Autorin und Produzentin.

## Leben
In Berlin geboren, absolvierte Britta Wauer nach dem Abitur eine Ausbildung an der Berliner Journalisten-Schule. Sie arbeitete von 1995 bis 1996 in der Redaktion von Spiegel TV Reportage in Hamburg. Ab 1997 studierte sie Regie an der Deutschen Film- und Fernsehakademie (dffb), mit erfolgreichen Abschluss im Jahr 2004. Bereits während des Studiums war Wauer als Regieassistentin unter anderem für Jutta Brückner und Helmut Dietl tätig. Für ihren Vordiplomsfilm Heldentod – Der Tunnel und die Lüge (2001) wurde sie mehrfach ausgezeichnet, unter anderem mit dem Deutschen Fernsehpreis. Für ihren in Zusammenarbeit mit Sissi Hüetlin realisierten Abschlussfilm Die Rapoports – Unsere drei Leben erhielt sie im März 2005 den Grimme-Preis in der Kategorie „Information & Kultur“.
Anfang 2005 gründete Wauer die Produktionsfirma Britzka Film mit dem Produktionsschwerpunkt Dokumentarfilm. Der erste selbst produzierte Film – Berlin Ecke Volksbühne – war im Oktober 2005 erstmals auf ARTE zu sehen. Im Jahr 2008 adaptierte sie als Drehbuchautorin und Regisseurin Knut Elstermanns Autobiografie Gerdas Schweigen fürs Kino und gewann damit auf Festivals mehrere Preise. Ihr nächstes Projekt beleuchtete die Geschichte und Gegenwart des jüdischen Friedhofs Berlin-Weißensee. Unter dem Titel Im Himmel, unter der Erde lief der Dokumentarfilm im Panorama der Berlinale 2011 und gewann dort den Publikumspreis.
2021 wurde sie zur Professorin für „Zeitbasierte Medien“ an der Fakultät Gestaltung der Hochschule Wismar ernannt.

## Filmografie (Auswahl)
- 2001 Heldentod – Buch, Regie, 55 Min., Ziegler Film für Arte/ZDF.
- 2004 Die Rapoports – Buch, Regie mit Sissi Hüetlin, 58 Min., Ziegler Film für Arte/ZDF.
- 2005 Berlin Ecke Volksbühne – Buch, Regie, Produktion, 52 Min., Britzka Film für Arte/ZDF.
- 2006 Mehr Gerechtigkeit! Ideen für eine bessere Welt – Buch, Regie, 45 Min., SR (ARD).
- 2008 Gerdas Schweigen – nach dem gleichnamigen Buch von Knut Elstermann. Buch, Regie, 95 Min., Kinodokumentarfilm, Zeitsprung Entertainment.
- 2010 Im Himmel, unter der Erde – Buch, Regie, Produktion, 90 Min., Kinodokumentarfilm, Britzka Film.
- 2016 Rabbi Wolff – Buch, Regie, Produktion, 90 Min., Kinodokumentarfilm, Britzka Film.

## Auszeichnungen
Gewonnen
- 2001 Goldener Gong für Heldentod
- 2001 Deutscher Fernsehpreis – Förderpreis für Heldentod
- 2001 Hans-Klein-Medienpreis – Nachwuchspreis für die Dokumentation Heldentod – Der Tunnel und die Lüge
- 2003 WorldFest Houston – Platinum Award für Heldentod
- 2005 Grimme-Preis für Die Rapoports
- 2005 WorldFest Houston – Gold Remi Award für Die Rapoports
- 2011 Internationale Filmfestspiele Berlin 2011 – Panorama Publikumspreis für Im Himmel, unter der Erde

Nominierungen
- 2002 Prix Italia – für Heldentod
- 2002 Bayrischer Dokumentarfilmpreis – für Heldentod
- 2005 Banff Rockie Award – für Die Rapoports
- 2005 Baden-Württembergischer Dokumentarfilmpreis – für Die Rapoports

Sonstige
- 2002 Axel-Springer-Preis – Lobende Erwähnung für Heldentod
- 2004 World Jewish Film Festival, Tel Aviv – Special Mention für Die Rapoports
- 2011 Preis zur Förderung des künstlerischen Nachwuchses der DEFA-Stiftung

## Veröffentlichungen
- Britta Wauer (Hrsg.): Rabbi Wolff und die Dinge des Lebens – Erinnerungen und Einsichten. Autobiographie, zusammengestellt von Britta Wauer. Berlin 2016, 118 Seiten, ISBN 978-3-95565-154-1.
- Britta Wauer, Amélie Losier: Der jüdische Friedhof Weißensee. Momente der Geschichte/The Weissensee Jewish cemetery. Moments in History. Be.bra-Verlag, Berlin 2010, ISBN 978-3-8148-0172-8.